# Supershow
Supershow è stato un programma di intrattenimento in onda ogni domenica nell'access prime time su Canale 5. Il programma ha raccontato ciò che hanno trasmesso Canale 5, Italia 1 e Rete 4 nella loro storia in chiave comica.
Sono state proposte tutte le gag di Luciana Littizzetto, Teo Teocoli, Corrado Guzzanti, Maurizio Crozza, Antonio Albanese e molti altri. Non mancano il primo annuncio di Enrico Mentana al TG5 nel 1991 e l'esordio televisivo di Gerry Scotti.
Il 10 settembre 2008, sempre su Canale 5, trasmette in replica Il mio canto libero - Concerto per Lucio Battisti che si tenne a Roma l'11 settembre 1998 con la conduzione di Loretta Goggi in memoria di Lucio Battisti, scomparso il 9 settembre 1998. Successivamente sono stati mandati in onda speciali su artisti come Fiorello e Teo Teocoli.